# Jean de Santeul

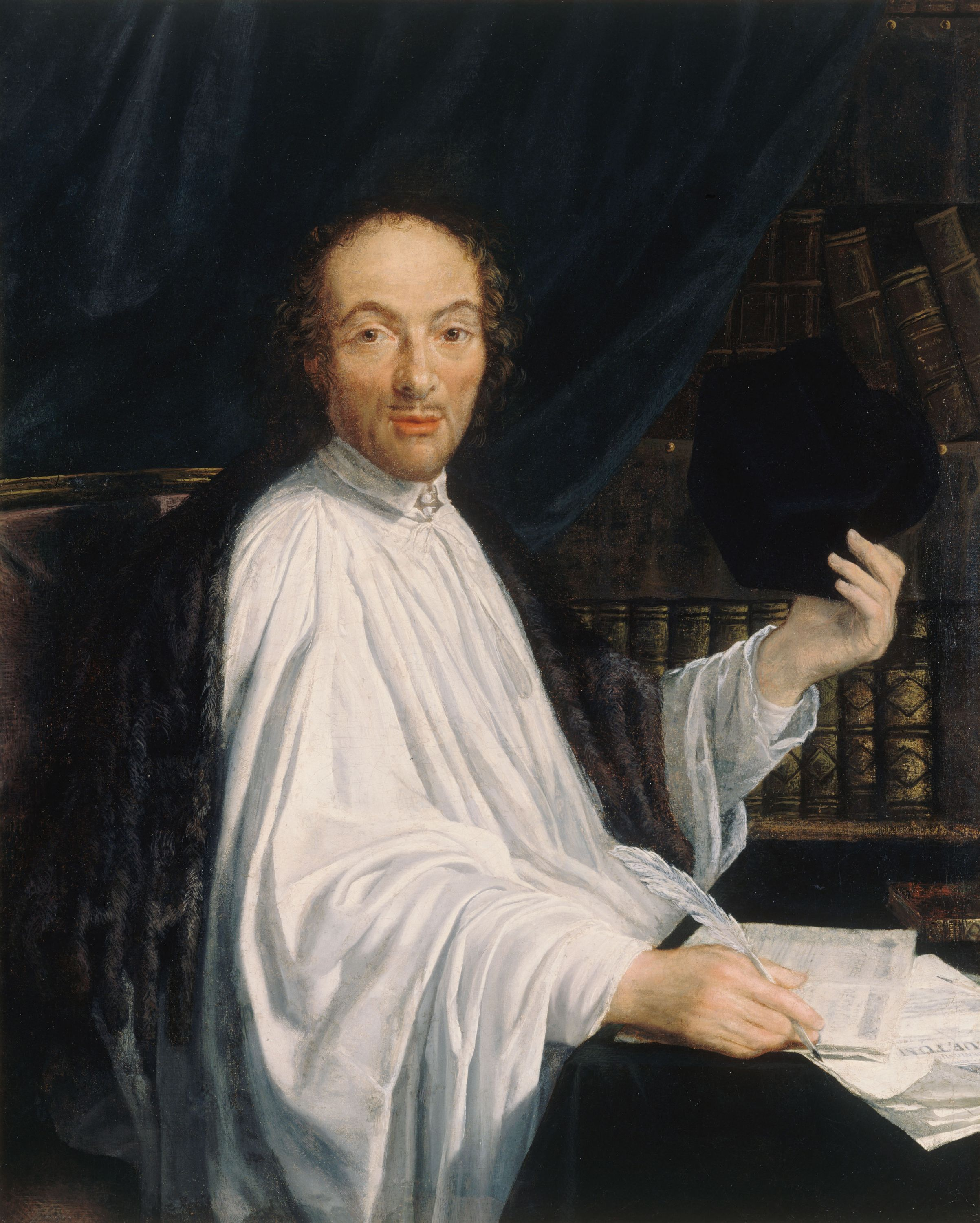
Jean de Santeul

Jean de Santeul (geb. 5. Dezember 1630 in Paris; gest. 5. August 1697 in Dijon) war ein französischer Dichter, der als einer der elegantesten lateinischen Dichter der Neuzeit gilt.

## Leben
Der Sohn eines Pariser Eisenhändlers besuchte in Paris das Collège Sainte-Barbe und das Lycée Louis-le-Grand und trat später als Subdiakon in die Abtei St. Victor ein, ohne sich jemals für die höheren Weihen zu bewerben. Seine größte Leidenschaft galt der lateinischen Poesie.
Er war ein bedeutender Vertreter des lebendigen Lateins zu einer Zeit, als diese Sprache noch um ihre Vorrangstellung gegenüber dem Französischen und anderen Volkssprachen kämpfte. Mit seiner Sammlung Neue geistliche Lieder und seinen Gedichten über die Brunnen von Paris, die in dem Paris-Führer von Germain Brice veröffentlicht wurden, feierte er damals große literarische Erfolge. Von ihm wurde der Satz Castigat ridendo mores geprägt, eine Definition der klassischen Komödie.
Saint-Simon berichtet in seinen Memoiren, dass er an den Folgen eines bösen Scherzes des Herzogs von Bourbon starb, der aus Spaß Tabak in seinen Wein gemischt hatte. Dies geschah in Dijon:

„C’était de toute la maison de Condé à qui l'aimait le mieux, et des assauts continuels avec lui de pièces d'esprit en prose et en vers, et de toutes sortes d'amusements, de badinages et de plaisanteries. Un soir que M. le Duc soupait chez lui, il se divertit à pousser Santeul de vin de Champagne, et de gaieté en gaieté, il trouva plaisant de verser sa tabatière pleine de tabac d'Espagne dans un grand verre de vin et de le faire boire à Santeul pour voir ce qui en arriverait. Il ne fut pas longtemps à en être éclairci : les vomissements et la fièvre le prirent, et en deux fois vingt-quatre heures, le malheureux mourut dans des douleurs de damné, mais dans les sentiments d'une grande pénitence, avec lesquels il reçut les sacrements et édifia autant qu'il fut regretté d'une compagnie peu portée à l'édification, mais qui détesta une si cruelle expérience / dt. "Es war im ganzen Haus Condé, wo man ihn am liebsten hatte, und es gab ständige Angriffe mit ihm in Form von geistreichen Stücken in Prosa und Versen und allen Arten von Vergnügungen, Schabernack und Scherzen. Eines Abends, als Herr Herzog bei ihm soupierte, vergnügte er sich damit, mit Santeul mit Champagnerwein anzustoßen, und von Heiterkeit zu Heiterkeit fand er es lustig, seine Schnupftabakdose voll spanischem Tabak in ein großes Glas Wein zu schütten und Santeul daraus trinken zu lassen, um zu sehen, was daraus würde. Es dauerte nicht lange, bis er aufgeklärt wurde: Erbrechen und Fieber überfielen ihn, und innerhalb von zweimal vierundzwanzig Stunden starb der Unglückliche unter den Schmerzen eines Verdammten, aber in den Gefühlen einer großen Buße, mit denen er die Sakramente empfing und erbaut wurde, und er wurde von einer Gesellschaft bedauert, die nicht zur Erbauung neigte, aber eine so grausame Erfahrung verabscheute. (Memoiren)“

Santeul gilt als eine der einzigartigsten Figuren seines Jahrhunderts. Er war ein Schützling von Charles Perrault und umgab sich mit den größten Persönlichkeiten seines Jahrhunderts: Fénelon, Rancé, Ménage, Bossuet, der Herzogin von Maine, Nicole, Arnault, Bourdaloue und den Condé.
Nicolas Boileau beschreibt ihn als sehr von sich eingenommen, da er sich für den größten Dichter der Welt hielt. Er deklamierte seine Verse brüllend in den Salons der Place Maubert.
Er ist der Theodas von La Bruyère:

„Concevez un homme facile, doux, complaisant, traitable et tout d'un coup violent, colère, fougueux, capricieux. Imaginez-vous un homme simple, ingénu, crédule, badin, volage, un enfant en cheveux gris ; mais permettez-lui de se recueillir, ou plutôt de se livrer à un génie qui agit en lui, j'ose dire, sans qu'il y prenne part et comme à son insu : quelle verve ! quelle élévation ! quelles images ! quelle latinité ! parlez-vous d'une même personne ? me direz-vous. - Oui, du même Théodas et de lui seul. Il crie, il s'agite, il se roule à terre, il se relève, il tonne, il éclate ; et au milieu de cette tempête il sort une lumière qui brille et qui réjouit. Disons-le sans figure : il parle comme un fou et pense comme un homme sage ; il dit ridiculement des  choses vraies, et follement des choses sensées et raisonnables… / dt. "Stellen Sie sich einen einfachen, sanften, gefälligen, entgegenkommenden Menschen vor, der plötzlich heftig, zornig, feurig und launisch wird. Stellen Sie sich einen einfachen, naiven, leichtgläubigen, scherzhaften, flatterhaften Mann vor, ein Kind mit grauen Haaren; aber erlauben Sie ihm, sich innerlich zu sammeln oder vielmehr sich einem Genie zu überlassen, das in ihm wirkt - ich wage zu sagen, ohne dass er daran teilnimmt und wie ohne sein Wissen - welch eine Verve, welche Erhebung, welche Bilder, welche Lateinität! Sprechen Sie von ein und derselben Person? werden Sie sagen. - Ja, von demselben Theodas und nur von ihm. Er schreit, er regt sich auf, er wälzt sich auf dem Boden, er steht wieder auf, er donnert, er bricht aus; und inmitten dieses Sturms kommt ein Licht hervor, das leuchtet und erfreut. Sagen wir es unumwunden: Er redet wie ein Narr und denkt wie ein weiser Mann; er sagt lächerlich wahre Dinge und töricht sinnvolle und vernünftige Dinge ...". (Die Charaktere, Vom Urteil)“

In seinen Querelles littéraires (1761) widmete Augustin Simon Irailh dem Streit zwischen Santuel und den Jesuiten ein Kapitel.
Seine lateinische Lobrede auf den 1694 in Brüssel verstorbenen Antoine Arnauld hatte die Jesuiten so sehr gegen Santeul aufgebracht, dass ihn der Pater Jovency mit der ganzen Ungnade des Königs bedrohte und der Dichter, aus Furcht seine Pension vom Hofe zu verlieren, seine Verse verleugnete.

## Neue geistliche Lieder
Eine französische Versübersetzung seiner geistlichen Lieder (Hymni novi tam ex breviario Parisiensi quam ex Cluniacensi excerpti / Neue geistliche Lieder aus dem Brevier von Paris und Cluny bzw. Hymni sacri et novi) erschien 1693 bei Veuve de Daniel Horthemels (Traduction en Vers François des Hymnes de Monsieur de Santeul, Chanoine Regulier de S. Victor. Par M. l’Abbé Saurin, de l’Academie Royale de Nismes).
Mehrere seiner Hymnen wurden ins Englische übersetzt:
- Supreme quales Arbiter (Disposer supreme) translated by Isaac Williams, 1839
- Christi perenne nuntii (Christ's everlasting messengers) translated by Isaac Williams
- Divine crescebas Puer (The Heavenly Child in stature grows) translated by John Chandler, 1837
- Templi sacratas pande Syon fores (O Sion, open wide thy gates) translated by Edward Caswall
- Non parta solo sanguine (Not by the martyr's death alone)
- O qui ruo, dux martyrum (First of martyrs, Thou whose name)

## Verschiedenes
Die rue Santeuil im 5. Arrondissement von Paris ist nach ihm benannt.

## Werke
- Santeul, Jean-Baptiste; Corneille (1676). Au Roy, touchant les fontaines tirées de la Seine: imitation d'un poème latin de Santeul.
- Santeul, Jean-Baptiste (1691). Traduction en vers français des Hymnes de Jean-Baptiste Santeul. Claude Mazuel.
- Santeul, Jean-Baptiste (1694). De Quelle maniere et dans quelles dispositions le clergé doit chanter l'Office divin (en vers). Translated by G. Dupuy.
- Santeul, Jean Baptiste : de (1696). Santolius poenitens [Jean De Santeul]. apud Nicolaum Schouten.
- Faydit, Pierre-Valentin; Santeul, Jean Baptiste de; Arnauld, Antoine (1697). Histoire du différend entre les Jésuites et Mr. de Santeul, au sujet de l'épigramme de ce poete pour M. Arnauld: contenant des lettres de plusieurs Jésuites, & des vers faits de part & d'autre.
- Santeul, Jean-Baptiste (1698). Joannis Baptistae Santolii Victorini Operum omnium : [opera poetica]. apud Dionysium Thierry.
- Santeul, Jean-Baptiste; Saurin (1699). Traduction en Vers François des Hymnes de Monsieur de Santeul, Chanoine Regulier de S. Victor. Par M. l'Abbé Saurin, de l'Academie Royale de Nismes. Chez la Veuve Daniel Hortemels.
- Santeul, Jean-Baptiste (1722). La Vie et les bons mots de M. Jean Baptiste de Santeul, avec plusieurs pièces de poésie... Abr. L'Enclume.
- Santeul, Jean Baptiste de (1729). Joannis Baptistæ Santolii ... operum omnium editio tertia. fratres Barbou.
- Oeuvres; avec les Traductions par différents Auteurs mises au jour par P.A. Pinel de La Martelière prêtre. Paris, Simon Benard, 1698
- Hymnes de Santeuil, traduites en vers françois. A Paris: Chez J. Barbou, rue S. Jacques, proche la fontaîne S. Benoît, aux Cigognes, 1760